# Jorge Ortiz Mendoza
Jorge Ortiz Mendoza (Villacañas, Toledo, 25 de abril de 1992) es un futbolista español que juega como extremo aunque también puede jugar como mediocentro ofensivo o como delantero. Actualmente forma parte de la plantilla del Sichuan Jiuniu FC de la Superliga de China, la primera división del país asiático.

## Trayectoria deportiva
Nacido en Villacañas, Toledo, Castilla-La Mancha, Ortiz se formó en la cantera del Getafe CF, haciendo su debut como sénior con el Club Deportivo Madridejos, en la Tercera División. En el verano de 2012 ficha por el Albacete Balompié, siendo asignado al equipo filial que milita en la Tercera División.
El 18 de enero de 2013, Ortiz ficha por el CP Villarrobledo. Después de jugar esporádicamente, ficha por el Internacional de Madrid CF el 23 de agosto.
El 21 de junio de 2014, Ortiz ficha por la AD Alcorcón, para su equipo filial de Tercera división. El día 21 de septiembre de 2014, en el partido que le enfrenta contra el Alcobendas Sport sufre una terrible lesión al chocar su cabeza contra la de un rival en un salto aéreo, rompiéndose el frontal del cráneo en 15 partes siendo intervenido de urgencia en el Hospital 12 de Octubre de Madrid. Apenas un mes después volvía a los entrenamientos y justo seis meses después de la lesión, el 21 de marzo de 2015 fue convocado por el entrenador alfarero José Bordalás para el primer equipo, aunque su debut en el fútbol profesional no se produce hasta el 24 de mayo de 2015, entrando en sustitución de Facundo Guichón en la segunda parte del encuentro disputado contra el Real Betis de la Segunda División en el Estadio Benito Villamarín de Sevilla, perdiendo 3-0.
El 9 de julio de 2015, Ortiz firmó con el CF Fuenlabrada de la Segunda División B jugando 36 partidos consiguiendo 7 goles. 
El 11 de julio de 2016, ficha por el Real Oviedo de LaLiga2 española. En tierras asturianas pasó una temporada y media disputando cuatro partidos en la temporada 2016-17 en la LaLiga2.
Disputó la segunda vuelta de la temporada 2017-18 en las filas del Atlético de Madrid B, procedente del Real Oviedo, en el que disputa 19 partidos y anota 3 goles.
Durante la temporada 2018-19, defendió los colores de la Cultural Leonesa, disputando 29 partidos en los que anotó cuatro goles en un curso en el que fue de más a menos.
En julio de 2019, el jugador firma con el Club Deportivo Atlético Baleares, aportando la cifra de 20 partidos y 8 goles, con el que finalizaría la temporada líder del Grupo I de la Segunda División B a las órdenes del técnico vasco Manix Mandiola, quedando eliminado en las eliminatorias por el ascenso a Segunda División frente a FC Cartagena y UE Cornellà.
En agosto de 2020, se marcha a la India para jugar en el Football Club Goa de la Superliga de India, a las órdenes del técnico español Juan Ferrando. En su primer año como "Gaur" juega 19 partidos de la Superliga de India, de los cuales, 17 como titular, anotando 6 goles. Al terminar la liga, el Football Club Goa consigue la cuarta plaza del campeonato y se clasifica para los Play-Off, en los cuales, Ortiz disputó los 2 partidos de la semifinal, eliminatoria que perderían en los penaltis. 
El Football Club Goa se habría clasificado la temporada anterior, por primera vez en su historia, para jugar la AFC Champions League, siendo además el primer club indio en la historia en participar en la competición. El entrenador Juan Ferrando convocaría a Ortiz para disputar la AFC Champions League.
El 11 de abril de 2022, firma por el Sichuan Jiuniu FC de la Primera Liga China, de la segunda división del país asiático, que dirige Sergio Lobera.

## Estadísticas
| Club                                      | División | Temporada | Liga     | Liga  | Copa del rey | Copa del rey | Copas internacionales | Copas internacionales | Total    | Total |
| Club                                      | División | Temporada | Partidos | Goles | Partidos     | Goles        | Partidos              | Goles                 | Partidos | Goles |
| ----------------------------------------- | -------- | --------- | -------- | ----- | ------------ | ------------ | --------------------- | --------------------- | -------- | ----- |
| AD Alcorcón "B" · España                  | 3ª       | 2014/15   | 27       | 10    | 0            | 0            | -                     | -                     | 27       | 10    |
| AD Alcorcón · España                      | 2ª       | 2014/15   | 3        | 0     | 0            | 0            | -                     | -                     | 3        | 0     |
| CF Fuenlabrada · España                   | 2.ªB     | 2015/16   | 36       | 7     | 0            | 0            | -                     | -                     | 36       | 7     |
| Real Oviedo · España                      | 2.ª      | 2016/17   | 4        | 0     | 0            | 0            | -                     | -                     | 4        | 0     |
| Atlético de Madrid "B" · España           | 2.ªB     | 2017/18   | 19       | 3     | 0            | 0            | -                     | -                     | 19       | 3     |
| Cultural y Deportiva Leonesa · España     | 2.ªB     | 2018/19   | 29       | 4     | 4            | 0            | -                     | -                     | 33       | 4     |
| Club Deportivo Atlético Baleares · España | 2.ªB     | 2019/20   | 22       | 8     | 1            | 0            | -                     | -                     | 23       | 8     |
| FC Goa India                              | 1ª       | 2020/22   | 21       | 6     | -            | -            | 5                     | 1                     | 26       | 7     |
| Sichuan Jiuniu FC China                   | 1ª       | 2022/     | -        | -     | -            | -            | -                     | -                     | -        | -     |
| Total                                     | Total    | 7         | 161      | 38    | 5            | 0            | 5                     | 1                     | 171      | 39    |